# روبرت كارمودي
روبرت كارمودي (بالإنجليزية: Robert Carmody)‏ (4 سبتمبر 1938 – 27 أكتوبر 1967) هو ملاكم أمريكي راحل، مثّل بلاده في الألعاب الأولمبية الصيفية 1964.

## روابط خارجية
روبرت كارمودي على موقع أوليمبيديا (الإنجليزية)